# Ioannis Iliopoulos
Ioánnis Iliópoulos (in greco Ιωάννης Ηλιόπουλος; Calamata, 18 marzo 1940) è un fisico greco, il cui nome è spesso anglicizzato o francesizzato in John Iliopoulos o Jean Iliopoulos.

## Biografia
Fu il primo scienziato a presentare il Modello standard della fisica delle particelle in  un unico lavoro. Inoltre, insieme ai colleghi Sheldon Glashow e Luciano Maiani, è stato il primo a  ravvisare l'esistenza di un quarto quark, più tardi chiamato "quark charm".
Nel 2002, Iliopoulos è stato il primo a ricevere il premio Aristeio, istituito per premiare i greci che hanno dato contributi significativi nel loro campo scientifico. Iliopoulos e Maiani hanno ricevuto congiuntamente nel 1987 il premio istituito alla memoria del fisico J. J. Sakurai dall'American Physical Society, per la ricerca nel campo della fisica teorica delle particelle elementari. Nel 2007 Iliopoulos e Maiani sono stati insigniti della prestigiosa Medaglia Dirac dall'International Centre for Theoretical Physics (I.C.T.P.) di Trieste "per il loro lavoro sul quark charm e per il notevole contributo dato alla nascita del Modello Standard, la moderna teoria delle particelle elementari".

## Premi e onorificenze
- Medaglia Matteucci dell'Accademia nazionale delle scienze nel 2005.